# Olimpismo

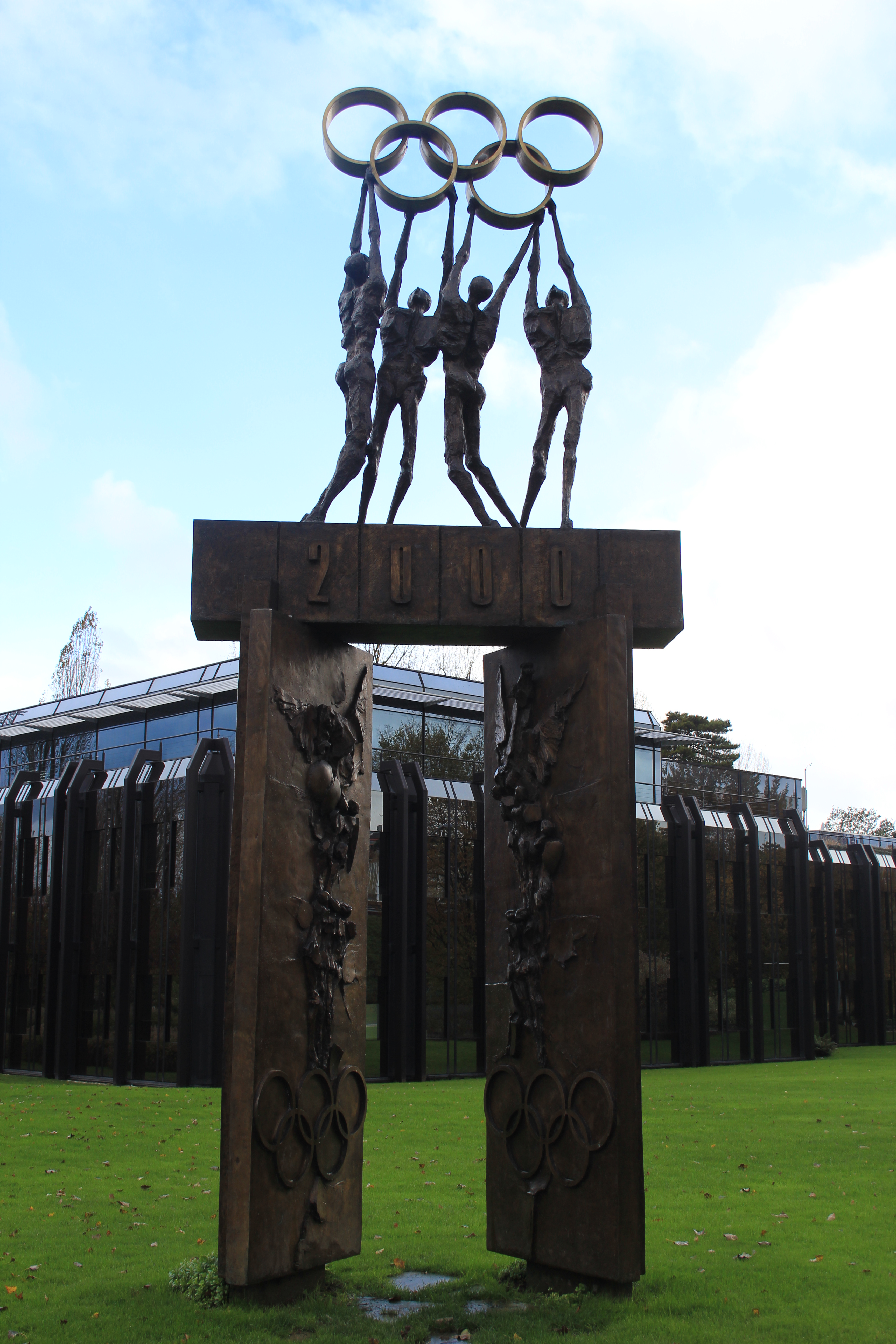
Monumento con los anillos olímpicos, ubicado en la Sede de la COI, Lausana, Suiza.

El olimpismo se refiere a la filosofía de los Juegos Olímpicos. Los principios fundamentales del Olimpismo están esbozados en la Carta Olímpica.

## Filosofía
El Olimpismo busca crear un estilo de vida mezclando el deporte con la cultura, la educación y la cooperación internacional. Se basa en la alegría del esfuerzo, el valor educativo del buen ejemplo, la responsabilidad social y el respeto a los principios éticos fundamentales universales. El objetivo principal del Olimpismo es poner el deporte al servicio del desarrollo armonioso de la humanidad, con miras a promover una sociedad pacífica que se ocupe de la preservación de la dignidad humana.
De acuerdo con los principios del Olimpismo, la práctica del deporte es un derecho humano. Cada individuo debe tener la posibilidad de practicar deporte, sin discriminación de ningún tipo y en el espíritu olímpico, lo que requiere la comprensión mutua con un espíritu de amistad, solidaridad y juego limpio.
Un principio de no discriminación es el corazón del Olimpismo. El olimpismo dice que el goce de los derechos y libertades para practicar el deporte debe tener lugar sin discriminación de ningún tipo, como raza, color, sexo, orientación sexual, idioma, religión, opinión política o de otra índole, origen nacional o social, o algún otro estado.

## Origen
El concepto de Olimpismo fue creado por Pierre de Coubertin, quien el 23 de junio de 1894 fundó el Comité Olímpico Internacional. La palabra Olimpismo y su concepto no existieron en la antigüedad. Sin embargo, tras la celebración de los Juegos Olímpicos antiguos casi cerca de mil años antes (776 a.c. a 394 d.c.), dio paso a una actitud en la época contemporánea. Olimpismo es un concepto moderno, que surgió tras la restauración de los Juegos Olímpicos en 1894. Coubertín no dio una definición precisa de él, pero profundizó sobre el concepto dando como resultado de su propia espiritualidad teóricamente una base en la experiencia de organizar y afianzar los Juegos Olímpicos, hasta elevarlos al nivel de una doctrina.
En la Carta Olímpica se expresa como "una filosofía de la vida, que exalta y combina en un conjunto armónico las cualidades del cuerpo, la voluntad y el espíritu. Al asociar el deporte con la cultura y la formación, el Olimpismo se propone crear un estilo de vida basado en la alegría del esfuerzo, el valor educativo del buen ejemplo, la responsabilidad social y el respeto por los principios éticos fundamentales universales".
El 19 de septiembre de 1990, un día después de que Juan Antonio Samaranch hiciera público que los siguientes Juegos Olímpicos que sucederían a Barcelona 1992 serían los de Atlanta 1996, el COI aprobó la más importante remodelación de su Carta Olímpica, tras casi ocho años de deliberaciones. Así, desde 1990, la constitución del Olimpismo va encabezada por unos verdaderos principios fundamentales que se presentan como verdades inmarcesibles del credo fundamentalista olímpico, de un Olimpismo triunfante e imparable tras la caída de la Unión Soviética y el final de la Guerra Fría. «El Olimpismo es una filosofía de vida que pone el Deporte al servicio de la Humanidad», destaca un fragmento de la cubierta de la edición en español de la Carta Olímpica del año 2011.

## Protecciones legales
Los abogados han sugerido que, en el Reino Unido, los que tienen una fuerte creencia en el Olimpismo podrían beneficiarse de la protección contra la discriminación de la misma manera que los seguidores del Islam, el cristianismo, el judaísmo o cualquier otra religión están protegidos.[cita requerida]